# Bombom
Bombom — студийный альбом бразильских авторов-исполнителей Риты Ли и Роберту ди Карвалью, выпущенный 27 мая 1983 года на лейбле Som Livre.
В него вошли некоторые из самых известных песен Риты, такие как «Desculpe o Auê» и «On the Rocks». Песня «Arrombou o Cofre», посвященная скандалам с политиком Паулу Малуфом, и «Degustação», которую Ли назвала «гимном детской скатологии», подверглись цензуре, их публичное исполнение и радиовещание были запрещены. Альбом также стал единственным альбомом певицы, который был запрещен к продаже лицам моложе 18 лет.
Альбом был записан и смикширован в Лос-Анджелесе при участии международных музыкантов, таких как Майк Поркаро и Стив Люкатер, участников американской группы Toto.

## Предыстория и запись
После успеха последнего совместного альбома Flagra, пара провела спецвыпуск на телеканале Rede Globo в 1982 году под названием «O Circo» (Цирк), в котором участвовали Сезар Камаргу и группа Roupa Nova. В это же время умирает отец Риты, Чарльз, и она начинает злоупотреблять алкоголем, в конце концов она была помещена в реабилитационный центр для детоксикации.
Исправлять положение певица решила записью нового материала. Новый альбом Ли решила сделать вновь с Роберту ди Карвалью. Для записи пара вылетела в США, где в Лос-Анджелесе на студиях Sunset Sound и Lighthouse, где в разные годы писались различные американские звёзды. На альбоме можно также услышать, например, участников американской группы Toto — Майка Поркаро и Стива Люкатера.Сведение проходило на не менее известной студии Studio 55.

## Содержание
В своей автобиографии певица выбирает песню «On The Rocks» как свою любимую из альбома: «большая, тяжелая, фантастическая песня, хорошо поставленный текст, точный инструментал, идеальный микс, которой я очень горжусь». После приступа ревности Ли отправила Карвальо записку с извинениями за этот поступок, после чего музыкант начал писать музыку к этой истории, создав песню «Desculpe o Auê».
Ещё одна песня, которая очень нравится певице, — «Raio X»: «Таинственная и красивая. Мы думаем, что это шикарно — не иметь припева, мы думаем о фильме-нуар со странным персонажем, который шпионит за соседями в бинокль, живёт чужими жизнями, чтобы заполнить свое одиночество, домашний Большой Брат».
В книге она выбирает песни «Tentação do Céu» и «Fissura» как самые глупые на альбоме, уступая, как она сама говорит, трекам «Degustação» и «Pirarucu»: «Первая — это гимн детской скатологии: „Дорогая, мы будем сосать рану? Нет, милая, давай сосать опухоль. Опухоль меня не прельщает, возьмем два стакана гноя.“ Вторая — медитация с деревенским акцентом, рефрен которой: euxinguxatuduxingú, eupirocupirarucu, сыгранная игрой экзотических слов».
В песне «Strip-tease» Рита говорит: «Я представила себе пару, разминающую друг друга в лифте большого магазина, на каждом соответствующем этаже они снимают определённый предмет одежды». Песни «Bobos da Corte» и «Menino» — это рок-карнавал, как говорит она сама, а о «Yoko Ono» говорит: «Я выбрала фигуру Леннона, чтобы сыграть фальшиво покорную женщину».

## Выпуск и приём
Когда альбом готовился к выпуску, цензоры потребовали поместить на обложку предупреждение о том, что альбом запрещён для лиц младше 18 лет.
Как было принято в 1970-х и 1980-х годах, песня с новых релизов включили в саундтреки к мыльным операм. С Bombom таких было две: «Raio X» была включена в саундтрек к теленовелле Кассиану Габуса Мендеса «Шампанское», а «Bobos da Côrte» — в «Высокой стороне» Глории Перес и Агналду Силвы.
После выпуска, альбом был резко раскритикован рецензентами, в результате чего дуэт Ли и Карвалью на некоторое время исчез из поля зрения, практически не рекламируя альбом и не давая концертов в стране. В поддержку альбома исполнители всё же отправились в тур Tour Brasil 83 по США.
Тем не менее, альбом смог получить платиновый статус в Бразилии, а продажи его по состоянию на 1985 год составляли 500 тысяч.

## Список композиций
Слова и музыка всех песен — Риты Ли и Роберту ди Карвалью.
| №  | Название           | Длительность |
| -- | ------------------ | ------------ |
| 1. | «On the Rocks»     | 4:10         |
| 2. | «Desculpe o Auê»   | 2:57         |
| 3. | «Tentação do Céu»  | 2:21         |
| 4. | «Fissura»          | 3:13         |
| 5. | «Degustação»       | 1:57         |
| 6. | «Arrombou o Cofre» | 2:32         |

| №                   | Название            | Длительность |
| ------------------- | ------------------- | ------------ |
| 7.                  | «Menino»            | 3:20         |
| 8.                  | «Strip Tease»       | 3:10         |
| 9.                  | «Raio X»            | 2:22         |
| 10.                 | «Bobos da Côrte»    | 3:16         |
| 11.                 | «Pirarucu»          | 2:25         |
| 12.                 | «Yoko Ono»          | 2:26         |
| Общая длительность: | Общая длительность: | 34:05        |

## Участники записи
- Рита Ли — вокал
- Роберту ди Карвалью — клавишные, вокал
- Карлос Вега — ударные
- Стив Люкатер — гитара
- Майкл Ландау[англ.] — гитара
- Майк Поркаро[англ.] — бас
- Абрахам Лабориэль — бас
- Рэнди Кербер[англ.] — клавишные
- Майкл Боддикер[англ.] — клавишные
- Эрих Буллинг — клавишные
- Рик Феррейра — педальная слайд-гитара
- Паулинью да Кошта[англ.] — перкуссия
- Джим Хаас[англ.] — вокал (в «Strip Tease»)
- Стэн Фарбер — вокал (на «Strip Tease»)
- Джин Морфорд — вокал (на «Strip Tease»)
- Джон Джойс — вокал (на «Strip Tease»)

## Сертификации и продажи
| Регион          | Сертификация  | Продажи |
| --------------- | ------------- | ------- |
| Бразилия (ABPD) | 2× Платиновый | 500 000 |